# Вискарра, Педро де
Педро де Вискарра (исп. Pedro de Viscarra, 1502—1599) — испанский юрист, дважды исполнявший обязанности королевского губернатора Чили.
Педро де Вискарра родился в 1502 году в Севилье, его родителями были Диего де Вискарра и Исабель де ла Баррера. Он отправился в Новый Свет в числе второй волны переселенцев, когда прибыло много юристов, чтобы заполнить правовой вакуум, возникший в новых колониях. Был членом Королевской аудиенсии Гватемалы, а после её закрытия в 1564 году отправился в Испанию, добиваясь, чтобы она была восстановлена. С 1572 года был членом Королевской аудиенсии Лимы, с 1590 года стал верховным судьёй колонии Чили.
В 1592 году губернатор Чили Алонсо де Сотомайор отправился в Лиму просить у вице-короля подкреплений для продолжающейся войны с индейцами, и оставил Вискарру временно исполняющим обязанности губернатора. На посту губернатора Вискарра пробыл два месяца, до прибытия назначенного королём нового губернатора Чили Мартина Гарсии Оньэса де Лойолы.
В декабре 1598 года губернатор Лойола погиб в бою с индейцами. Как только новость об этом достигла Сантьяго, престарелый Вискарра вновь энергично приступил к исполнению обязанностей губернатора, немедленно отправив подкрепления на юг. В апреле 1599 года он лично отправился с войсками в Консепсьон и, разбив там индейцев, срочно запросил подкреплений из Перу. Вместе с войсками прибыл и Франсиско де Киньонес, назначенный новым губернатором Чили.